# Partito Socialista Liberale
Il Partito Socialista Liberale (in portoghese: Partido Socialista Liberal - PSL) è un partito politico angolano fondato il 16 febbraio 1993.
Dopo aver aderito alla coalizione dei Partiti dell'Opposizione Civile, da cui è stato espulso, nel dicembre 2006 il partito è entrato a far parte della coalizione Nuova Democrazia per l'Unione Elettorale.